# Mistrzostwa Świata Juniorów w Lekkoatletyce 2004
10. Mistrzostwa Świata Juniorów w Lekkoatletyce – zawody lekkoatletyczne, które odbyły się na Stadio Olimpico Comunale w Grosseto we Włoszech od 12 do 18 lipca 2004. 
Grosseto zostało wybrane gospodarzem imprezy w roku 2002 pokonując kandydaturę Bydgoszczy.

## Rezultaty

### Mężczyźni
| Konkurencja:          | Złoto:                                                                               | Złoto:      | Srebro:                                                                                  | Srebro:     | Brąz:                                                                        | Brąz:       |
| --------------------- | ------------------------------------------------------------------------------------ | ----------- | ---------------------------------------------------------------------------------------- | ----------- | ---------------------------------------------------------------------------- | ----------- |
| 100 m                 | Ivory Williams · Stany Zjednoczone                                                   | 10,29 SB    | Abidemi Omole · Stany Zjednoczone                                                        | 10,31       | Remaldo Rose · Jamajka                                                       | 10,34       |
| 200 m                 | Andrew Howe · Włochy                                                                 | 20,28 CR    | Leigh Julius · Południowa Afryka                                                         | 20,88       | Jamil James · Trynidad i Tobago                                              | 21,00       |
| 400 m                 | LaShawn Merritt · Stany Zjednoczone                                                  | 45,25 WLJ   | Nagmeldin Ali Abubakr · Sudan                                                            | 45,97       | Obakeng Ngwigwa · Botswana                                                   | 45,97 NJR   |
| 800 m                 | Majed Saeed Sultan · Katar                                                           | 1:47,33 PB  | Alfred Kirwa Yego · Kenia                                                                | 1:47,39 PB  | Selahattin Çobanoğlu · Turcja                                                | 1:47,71 NJR |
| 1500 m                | Abdalaati Iguider · Maroko                                                           | 3:35,53 CR  | Benson Marrianyi Esho · Kenia                                                            | 3:35,80 PB  | Brimin Kipruto · Kenia                                                       | 3:35,96 PB  |
| 5000 m                | Augustine Kiprono Choge · Kenia                                                      | 13:28,93 SB | Bado Worku · Etiopia                                                                     | 13:30,45 PB | Tariku Bekele · Etiopia                                                      | 13:30,86    |
| 10 000 m              | Boniface Kiprop Toroitich · Uganda                                                   | 28:03,77 CR | Fabiano Joseph Naasi · Tanzania                                                          | 28:04,45 SB | Ryuji Ono · Japonia                                                          | 28:30,45    |
| 110 m przez płotki    | Aries Merritt · Stany Zjednoczone                                                    | 13,56       | Dayron Robles · Kuba                                                                     | 13,77       | Kevin Craddock · Stany Zjednoczone                                           | 13,77       |
| 400 m przez płotki    | Kerron Clement · Stany Zjednoczone                                                   | 48,51 CR    | Brandon Johnson · Stany Zjednoczone                                                      | 48,62 PB    | Ibrahim Al-Hamaidi · Arabia Saudyjska                                        | 48,94 AJR   |
| 3000 m z przeszkodami | Ronald Kipchumba Rutto · Kenia                                                       | 8:23,32 PB  | Musa Amer Obaid · Katar                                                                  | 8:23,38 AJR | Moustafa Ahmed Shebto · Katar                                                | 8:26,04 PB  |
| Chód na 10000 m       | Andriej Ruzawin · Rosja                                                              | 40:58,15    | Władimir Kanajkin · Rosja                                                                | 40:58,48 SB | Kim Hyun-Sub · Korea Południowa                                              | 40:59,24 SB |
| 4 × 100 m             | Stany Zjednoczone · Trell Kimmons · Abidemi Omole · Ivory Williams · LaShawn Merritt | 38,66 WJR   | Jamajka · Kawayne Fisher · Kevin Stewart · Andre Wellington · Remaldo Rose               | 39,27 SB    | Japonia · Naohiro Shinada · Hiroyuki Noda · Yuichi Shokawa · Naoki Tsukahara | 39,43 SB    |
| 4 × 400 m             | Stany Zjednoczone · Brandon Johnson · LaShawn Merritt · Jason Craig · Kerron Clement | 3:01,09 WJR | Południowa Afryka · Wouter le Roux · Chris Gebhardt · Leigh Julius · Louis Jacob van Zyl | 3:04,50 AJR | Japonia · Kazunori Ota · Hiroyuki Noda · Teppei Suzuki · Yudai Sasaki        | 3:05,33 AJR |
| Skok wzwyż            | Michael Mason · Kanada                                                               | 2,21 PB     | Marius Hanniske · Niemcy                                                                 | 2,21        | Hu Tong · Chiny                                                              | 2,21        |
| Skok o tyczce         | Dmitrij Starodubcew · Rosja                                                          | 5,50 PB     | Germán Chiaraviglio · Argentyna                                                          | 5,45        | Liu Feiliang · Chiny                                                         | 5,40        |
| Skok w dal            | Andrew Howe · Włochy                                                                 | 8,11 WJL    | Godfrey Khotso Mokoena · Południowa Afryka                                               | 8,09 NJR    | John Thornell · Australia                                                    | 7,89        |
| Trójskok              | Godfrey Khotso Mokoena · Południowa Afryka                                           | 16,77       | Zhu Shujing · Chiny                                                                      | 16,64       | Wiktor Kuzniecow · Ukraina                                                   | 16,58 NJR   |
| Pchnięcie kulą        | Georgi Iwanow · Bułgaria                                                             | 20,70       | Jakub Giża · Polska                                                                      | 20,05 PB    | Aleksandr Griekow · Rosja                                                    | 19,98       |
| Rzut dyskiem          | Ehsan Hadadi · Iran                                                                  | 62,14       | Oleg Pirog · Rosja                                                                       | 60,28 PB    | Luka Rujević · Serbia i Czarnogóra                                           | 59,82       |
| Rzut oszczepem        | Aleksiej Towarnow · Rosja                                                            | 79,38 WLJ   | Lohan Rautenbach · Południowa Afryka                                                     | 74,42 PB    | Júlio César de Oliveira · Brazylia                                           | 73,86       |
| Rzut młotem           | Andriej Azarienkow · Rosja                                                           | 74,11       | Mohsen El Anany · Egipt                                                                  | 72,98       | Kamilius Bethke · Niemcy                                                     | 71,91       |
| Dziesięciobój         | Andrej Krauczanka · Białoruś                                                         | 8126 CR     | Aleksiej Sysojew · Rosja                                                                 | 8047 NJR    | Norman Müller · Niemcy                                                       | 7942 NJR    |

### Kobiety
| Konkurencja:          | Złoto:                                                                                       | Złoto:        | Srebro:                                                                                 | Srebro:      | Brąz:                                                                           | Brąz:        |
| --------------------- | -------------------------------------------------------------------------------------------- | ------------- | --------------------------------------------------------------------------------------- | ------------ | ------------------------------------------------------------------------------- | ------------ |
| 100 m                 | Ashley Owens · Stany Zjednoczone                                                             | 11,13 WJL     | Jasmen Baldwin-Foss · Stany Zjednoczone                                                 | 11,34        | Sally McLellan · Australia                                                      | 11,40 PB     |
| 200 m                 | Shalonda Solomon · Stany Zjednoczone                                                         | 22,82 CR      | Anneisha McLaughlin · Jamajka                                                           | 23,21 SB     | Nickesha Anderson · Jamajka                                                     | 23,46        |
| 400 m                 | Natasha Hastings · Stany Zjednoczone                                                         | 52,04 PB      | Sonita Sutherland · Jamajka                                                             | 52,41        | Ashlee Kidd · Stany Zjednoczone                                                 | 52,45        |
| 800 m                 | Natalla Karejwa · Białoruś                                                                   | 2:01,47 NJR   | Simona Barcău · Rumunia                                                                 | 2:02,23 PB   | Kay-Ann Thompson · Jamajka                                                      | 2:02,67 NJR  |
| 1500 m                | Nela Neporadna · Ukraina                                                                     | 4:15,90       | Anna Alminowa · Rosja                                                                   | 4:16,32 PB   | Siham Hilali · Maroko                                                           | 4:17,39      |
| 3000 m                | Jebichi Yator · Kenia                                                                        | 8:59,80 PB    | Safa Aissaoui · Tunezja                                                                 | 9:02,47 NJR  | Siham Hilali · Maroko                                                           | 9:03,16 PB   |
| 5000 m                | Meselech Melkamu · Etiopia                                                                   | 15:21,52 CR   | Catherine Chikwakwa · Malawi                                                            | 15:36,22 NJR | Chiaki Iwamoto · Japonia                                                        | 15:39,59     |
| 100 m przez płotki    | Ronetta Alexander · Stany Zjednoczone                                                        | 13,28         | Sabrina Altermatt · Szwajcaria                                                          | 13,39 NJR    | Stephanie Lichtl · Niemcy                                                       | 13,40        |
| 400 m przez płotki    | Jekatierina Kostieckaja · Rosja                                                              | 55,55 WJL     | Zuzana Hejnová · Czechy                                                                 | 57,44 NJR    | Sherene Pinnock · Jamajka                                                       | 57,54 PB     |
| 3000 m z przeszkodami | Gladys Jerotich Kipkemoi · Kenia                                                             | 9:47,26 CR    | Ancuţa Bobocel · Rumunia                                                                | 9:49,03 AJR  | Cătălina Oprea · Rumunia                                                        | 9:50,04 PB   |
| Chód na 10 000 m      | Irina Pietrowa · Rosja                                                                       | 45:50,39 PB   | Zhang Nan · Chiny                                                                       | 45:58,54 SB  | Wiera Sokołowa · Rosja                                                          | 46:53,02 SB  |
| 4 × 100 m             | Stany Zjednoczone · Ashley Owens · Juanita Broaddus · Jasmen Baldwin-Foss · Shalonda Solomon | 43,49 WJL     | Jamajka · Nickesha Anderson · Tracy-Ann Rowe · Anneisha McLaughlin · Schillonie Calvert | 43,63 SB     | Francja · Natacha Vouaux · Lina Jacques-Sébastien · Aurélie Kamga · Nelly Banco | 43,68 NJR    |
| 4 × 400 m             | Stany Zjednoczone · Alexandria Anderson · Ashlee Kidd · Stephanie Smith · Natasha Hastings   | 3:27,60 WJR   | Rosja · Wiktorija Talko · Marija Szapajewa · Olga Sołdatowa · Jekatierina Kostieckaja   | 3:30,03 NJR  | Jamajka · Nyoka Cole · Maris Wisdom · Sherene Pinnock · Sonita Sutherland       | 3:30,37 SB   |
| Skok wzwyż            | Iryna Kowalenko · Ukraina                                                                    | 1,93 WLJ      | Swietłana Szkolina · Rosja                                                              | 1,91 PB      | Sharon Day · Stany Zjednoczone                                                  | 1,91 PB      |
| Skok o tyczce         | Elizaveta Ryzih · Niemcy                                                                     | 4,30 PB       | Anna Schultze · Niemcy 4,25 PB · Zhao Yingying · Chiny 4,25                             |              |                                                                                 |              |
| Skok w dal            | Denisa Ščerbová · Czechy                                                                     | 6,61          | Sophie Krauel · Niemcy                                                                  | 6,47         | Wieranika Szutkowa · Białoruś                                                   | 6,22 PB      |
| Trójskok              | Anastazja Taranowa · Rosja                                                                   | 13,94 WJL     | Xie Limei · Chiny                                                                       | 13,77        | Tatjana Jakowlewa · Rosja                                                       | 13,67        |
| Pchnięcie kulą        | Michelle Carter · Stany Zjednoczone                                                          | 17,55 PB      | Anna Awdiejewa · Rosja                                                                  | 17,13 PB     | Christina Schwanitz · Niemcy                                                    | 16,52        |
| Rzut dyskiem          | Ma Xuejun · Chiny                                                                            | 57,85 SB      | Darja Piszczalnikowa · Rosja                                                            | 57,37        | Nadine Müller · Niemcy                                                          | 57,13        |
| Rzut oszczepem        | Vivian Zimmer · Niemcy                                                                       | 58,50 CR      | Annika Suthe · Niemcy                                                                   | 57,15        | Annabel Thomson · Australia                                                     | 56,01 AJR    |
| Rzut młotem           | Maryja Smalaczkowa · Białoruś                                                                | 66,81 CR      | Yang Qiaoyu · Chiny                                                                     | 61,67        | Laura Gibilisco · Włochy                                                        | 60,95        |
| Siedmiobój            | Justine Robbeson · Południowa Afryka                                                         | 5868 pkt. WJL | Viktorija Žemaitytė · Litwa                                                             | 5810 pkt. PB | Julia Mächtig · Niemcy                                                          | 5679 pkt. PB |

## Klasyfikacja medalowa
| Klasyfikacja |                     |       |        |      |      |
| #            | Kraj                | Złoto | Srebro | Brąz | Suma |
| 1            | Stany Zjednoczone   | 13    | 3      | 3    | 19   |
| 2            | Rosja               | 7     | 8      | 3    | 18   |
| 3            | Kenia               | 4     | 2      | 1    | 7    |
| 4            | Białoruś            | 3     | 0      | 1    | 4    |
| 5            | Niemcy              | 2     | 4      | 6    | 12   |
| 6            | Południowa Afryka   | 2     | 4      | 0    | 6    |
| 7            | Włochy              | 2     | 1      | 0    | 3    |
| 7            | Ukraina             | 2     | 1      | 0    | 3    |
| 9            | Chiny               | 1     | 5      | 2    | 8    |
| 10           | Etiopia             | 1     | 1      | 1    | 3    |
| 10           | Katar               | 1     | 1      | 1    | 3    |
| 12           | Czechy              | 1     | 1      | 0    | 2    |
| 13           | Maroko              | 1     | 0      | 2    | 3    |
| 14           | Bułgaria            | 1     | 0      | 0    | 1    |
| 14           | Kanada              | 1     | 0      | 0    | 1    |
| 14           | Iran                | 1     | 0      | 0    | 1    |
| 14           | Uganda              | 1     | 0      | 0    | 1    |
| 18           | Jamajka             | 0     | 4      | 5    | 9    |
| 19           | Rumunia             | 0     | 2      | 1    | 3    |
| 20           | Argentyna           | 0     | 1      | 0    | 1    |
| 20           | Kuba                | 0     | 1      | 0    | 1    |
| 20           | Egipt               | 0     | 1      | 0    | 1    |
| 20           | Litwa               | 0     | 1      | 0    | 1    |
| 20           | Malawi              | 0     | 1      | 0    | 1    |
| 20           | Polska              | 0     | 1      | 0    | 1    |
| 20           | Sudan               | 0     | 1      | 0    | 1    |
| 20           | Szwajcaria          | 0     | 1      | 0    | 1    |
| 20           | Tanzania            | 0     | 1      | 0    | 1    |
| 20           | Tunezja             | 0     | 1      | 0    | 1    |
| 30           | Japonia             | 0     | 0      | 4    | 4    |
| 31           | Australia           | 0     | 0      | 3    | 3    |
| 32           | Botswana            | 0     | 0      | 1    | 1    |
| 32           | Brazylia            | 0     | 0      | 1    | 1    |
| 32           | Francja             | 0     | 0      | 1    | 1    |
| 32           | Korea Południowa    | 0     | 0      | 1    | 1    |
| 32           | Arabia Saudyjska    | 0     | 0      | 1    | 1    |
| 32           | Serbia i Czarnogóra | 0     | 0      | 1    | 1    |
| 32           | Trynidad i Tobago   | 0     | 0      | 1    | 1    |
| 32           | Turcja              | 0     | 0      | 1    | 1    |